# 日本・イスラム交易協会
一般社団法人日本・イスラム交易協会（にっぽん・イスラムこうえききょうかい、英語: Japan Islam Trade Association、略称: JITRA ジトラ）とは、バングラデシュ（代表の出身国）を主としたイスラム圏との経済交流、在日イスラム教徒の生活環境整備、トラブル解決などを目的として、2010年10月18日に設立された団体である。仙台市青葉区を本拠地として活動する。代表であるバングラデシュの政界関係者が多忙なため、日本人の事務長が日本での業務の代行をしている。

## 目的
この協会の目的は、イスラム諸国との交易、在日イスラム教徒のサポート、ハラール食品の提供等である。

## 事務所
- 宮城県仙台市青葉区二日町17番19号、ハラールフードレストランザムザム内

このレストランは、幹部の一人が経営する東北唯一のハラールフードレストランで、この協会推奨のレストランともなっている。

## 事業内容
現在取り組んでいる事業は、バングラデシュへのスクラップ鉄、銅などの輸出を主とする。また、ハラールチキンの日本国内での生産、ハラールケーキの日本国内での生産に着手している。
これからの事業展開としては、イスラム諸国よりの輸出入支援、委託生産支援、留学生受け入れ支援（安価な住居の提供、ハラールフードの安価な提供等）、企業、農業、漁業研修生支援、日本語研修生支援、インフラ整備支援、観光交流支援などを予定している。